# Dinosaurier (Film)
Dinosaurier (Originaltitel: Dinosaur) ist ein Computeranimationsfilm und der 39. abendfüllende Animationsfilm von Walt Disney Pictures aus dem Jahr 2000. Er kombiniert Animationen mit echten Naturaufnahmen und hatte in Deutschland Premiere am 16. November 2000.

## Handlung
Eine Iguanodon-Mutter wird an ihrem Nest von einem jungen Parasaurolophus belästigt. Sie scheucht ihn weg und er läuft in ein Dickicht, wo er auf einen Carnotaurus trifft. Der Jäger hat es aber nicht auf das Junge abgesehen und greift die anderen Tiere an. Die Iguanodon-Mutter lässt ihre Eier alleine und flüchtet; der Carnotaurus zertritt das Gelege bis auf eins und erlegt einen altersschwachen Pachyrhinosaurus. Durch einen Eierdieb gelangt das Ei in einen Fluss und wird von einem Pteranodon hinfortgetragen. Nach einer längeren Reise landet es auf einer Insel. Das aus dem Ei geschlüpfte Baby wird von den Lemuren Plio, Yar, Sini und Suri aufgezogen. Sie nennen ihn Aladdar.
Am Abend der Balznacht, in der sich alle Lemuren-Jünglinge mit einem Partner zusammentun (außer Sini und dem Saurier Aladdar), fallen außergewöhnlich viele Sternschnuppen. Plötzlich regnet es Gesteinsbrocken und ein gewaltiger Meteorit stürzt ins Meer, was eine Druckwelle auslöst, die die Lemuren und Aladdar zur Flucht zwingt. Im letzten Moment springen sie ins Meer und schwimmen in Richtung Festland.
Als sie in Sicherheit sind, machen sie sich auf den Weg, Nahrung zu finden. Dabei werden sie von Velociraptoren angefallen. Dadurch stoßen sie mit einer Herde aus Pflanzenfressern zusammen. Deren tyrannischer Anführer Kron hat jedoch für sie nichts übrig. Aladdar verliebt sich in Neera, Krons Schwester. Zudem freundet sich Aladdar mit zwei älteren Dinosaurier-Damen namens Baylene (ein Brachiosaurus) und Eema (ein Styracosaurus) an. Die Herde will ihren Nistplatz wie jedes Jahr erreichen, allerdings hat der Meteoriteneinschlag eine Dürre ausgelöst. Während der Wanderung werden viele Tiere schwach. Nachdem die Herde in der Nacht eine Wüste durchquert hat, kommen am nächsten Tag zwei Carnotauren dort entlang, welche die Spuren der Herde sehen und diesen folgen.
Die Herde erreicht einen See, an dem sie sonst immer Rast gemacht hat, durch den Meteoriteneinschlag ist dieser jedoch ausgetrocknet. Kron drängt die Herde daher, trotz Neeras Bedenken, zum Weiterziehen. Als Aladdar Wasser unter der Erde entdeckt und ein Loch gräbt, kommt es zu Rangeleien zwischen den Sauriern. Krons Helfer Bruton, der die Herde gemeinsam mit einem Kundschafter verlassen hat, um die Gegend zu prüfen, wird von den Carnotauren angegriffen und verletzt, während sein Begleiter umkommt. Bruton warnt Kron und die Herde zieht in doppeltem Tempo weiter. Dabei wagt Aladdar, Kron zu widersprechen, und fordert ihn auf, Rücksicht auf die Alten und Schwachen zu nehmen.
Es kommt zum Kampf. Aladdar unterliegt Kron, der gemeinsam mit der Herde und seiner Schwester Neera weiterzieht. Aladdar entscheidet sich, mit den Lemuren bei Baylene und Eema zu bleiben.
In der Nacht erreichen die Carnotauren das Wasserloch und beobachten, wie sich Regen den nahe gelegenen Bergen nähert. Die kleine Gruppe um Aladdar entdeckt Bruton. Er schließt sich ihnen an, als sie in einer nahe gelegenen Höhle während der Nacht rasten. Bei einsetzendem Regen erreichen die Carnotauren die Höhle und entdecken Aladdar. Bruton bringt die Höhle zum Einsturz, rettet der Gruppe damit das Leben, wird aber selbst unter den Trümmern begraben. Als die anderen somit in Sicherheit sind, taucht der größere der beiden Carnotauren aus dem Schutt auf und verlässt die Höhle in die Richtung, aus der er gekommen ist.
Die Gruppe um Aladdar folgt dem Weg innerhalb des Berges, bis sie eine Sackgasse erreichen. Gemeinsam können sie den blockierten Weg aber freiräumen und gelangen so auf direktem Wege zum Nistplatz. Dabei stellen sie fest, dass der Weg, auf dem sich die Herde noch befindet, durch einen Felsrutsch blockiert ist. Aladdar sucht deshalb die Herde, um sie zu warnen und auf einem anderen Weg in das Tal zu bringen. In der noch dunklen Wüste entdeckt er jedoch einen verendeten Saurier und den verbliebenen Carnotaurus, woraufhin er sich versteckt. Unbemerkt entkommt er. Der Carnotaurus nimmt jedoch seine Witterung auf und folgt Aladdar.
Nachdem Aladdar die Herde auf der anderen Seite des Felshanges gefunden und Kron vor dem Carnotaurus gewarnt hat, will dieser mit der zu schwachen Herde dennoch über den Berg klettern. Als Aladdar die Herde dazu bewegen will, sich ihm anzuschließen, kommt es erneut zum Kampf zwischen Aladdar und Kron. Wieder unterliegt Aladdar Kron, doch Neera schreitet ein und stellt sich schützend an Aladdars Seite. Dank ihr folgt die Herde Aladdar, nur Kron bleibt zurück und beginnt mit dem Aufstieg. Plötzlich hören sie ein Brüllen und entdecken den Carnotaurus, der die Herde angreift. Dabei wehren sich die Saurier mit Brüllen und drängen diesen so zurück. Er entdeckt Kron und erklimmt die Felswand. Neera und Aladdar kommen Kron zu Hilfe. Kron flüchtet aufwärts, findet sich aber an einem Abhang wieder. Der Carnotaurus packt Kron und verletzt ihn schwer. Neera verhindert, dass Kron getötet wird. Aladdar schiebt den Carnotaurus zum Abgrund, wobei aber der Boden unter dem Gewicht des Carnotaurus zusammenbricht. Er versucht noch Aladdar zu packen und mitzuziehen, aber letzterer kann sich an dem Hang festhalten. Der Raubsaurier stürzt in den Tod. Als der Staub sich legt, müssen Neera und Aladdar aber feststellen, dass Kron seinen schweren Verletzungen erlegen ist.
Gemeinsam führen sie dennoch die Herde zum Nistplatz.
Einige Zeit später erwacht die Kinderstube der Saurier zum Leben. Auch im Nest von Aladdar und Neera schlüpft das erste Junge aus dem Ei. Ein Männchen, das laut Yar genauso aussieht wie sein Vater.

## Hintergrund
Anders als bei gewöhnlichen Computeranimationsfilmen entstanden die Szenen nicht komplett im Computer, sondern sind eine Kombination aus echten Naturaufnahmen und Computeranimationen, die teilweise um gefilmte, physische Spezialeffekten (z. B. reale Explosionen) ergänzt wurden. Viele reale Naturaufnahmen wurden nachbearbeitet oder ergänzt.
Insgesamt sechs Jahre investierten die Disney-Studios, um die Dinosaurier auf der Kino-Leinwand wieder auferstehen zu lassen. 350 Mitarbeiter, ca. 550 Computer und insgesamt ca. 3,2 Millionen Rechenstunden waren notwendig, um die Urzeittiere lebensecht zu animieren. Die Landschaftsaufnahmen, die in den Film eingearbeitet wurden, stammen unter anderem aus Australien, Venezuela und Samoa.
In den USA brachte der Film an seinem ersten Wochenende 38,85 Millionen Dollar in die Kassen – dies war bis dahin das drittbeste Eröffnungswochenende für einen Disney-Film. Nur Der König der Löwen und der Pixar-/Disney-Film Toy Story 2 starteten besser. Insgesamt konnte der Film mehr als 349 Millionen Dollar einspielen. Der Film hat nach offiziellen Angaben 127,5 Millionen Dollar gekostet und war somit der teuerste Film des Jahres 2000.

## Kritiken
„Der ungemein ehrgeizige Zeichentrickfilm des Disney-Studios verbindet mit atemberaubendem Erfolg auf der visuellen Ebene digitale Figurenanimation mit fotografischen Naturaufnahmen. Aller Realismus bricht sich freilich am gleichzeitigen Bestreben nach cartoonhafter Niedlichkeit. Die wenig überzeugende Geschichte leidet an einer für einen halben Naturfilm überraschenden Dialoglastigkeit, wodurch sie ebenso irritiert wie durch den für kleinere Kinder erschreckenden Naturalismus in den Kampfszenen.“

## Auszeichnungen
- 2000: Box Office Germany Award, Bogey in Silber
- 2001: ASCAP Film and Television Music Awards in der Kategorie Top Box Office Films für James Newton Howard
- 2001: Goldene Leinwand
- 2001: Satellite Awards, Golden Satellite Award in der Kategorie Best Sound für Frank E. Eulner